# Rudolph Lodewijk Martens
Rudolph Lodewijk Martens (Soerabaja, 9 september 1863 - Utrecht, 27 augustus 1917) was burgemeester van Gouda.

## Leven en werk
Martens werd in 1863 te Soerabaja geboren als zoon van de koopman Dirk Mauritz Martens en van Sophia Wilhelmina Reuter. In 1892 werd hij burgemeester van de gemeente Bodegraven en in 1895 werd hij benoemd tot burgemeester van Gouda.
Tijdens zijn ambtsperiode werd een pensioenfonds voor de Goudse ambtenaren gesticht en werd het Van Itersonziekenhuis (genoemd naar de stichter van de Goudse stearinekaarsenfabriek A.A.G. van Iterson) gerealiseerd. Voorts werd aan de gasfabriek een elektriciteitscentrale gekoppeld en vanwege de uitbreidingsplannen van Gouda buiten de singels werd een grondbedrijf opgericht. Martens werd in 1897 benoemd tot officier in de orde van Oranje-Nassau.
Martens was gehuwd met Anne Maria Huijgens. Hij overleed in 1917 in Utrecht op 53-jarige leeftijd.

## Straatnamen
- In Gouda werden in 1918 de Burgemeester Martenssingel en in 1922 de Burgemeester Martensstraat naar hem genoemd.